# Mino
Mino är ett fågelsläkte i familjen starar inom ordningen tättingar. Släktet omfattar tre arter som förekommer på och kring Nya Guinea:
- Papuastare (M. dumontii)
- Guldstare (M. anais)
- Melanesisk stare (M. kreffti)